# Thoradysse von Gundsømagle

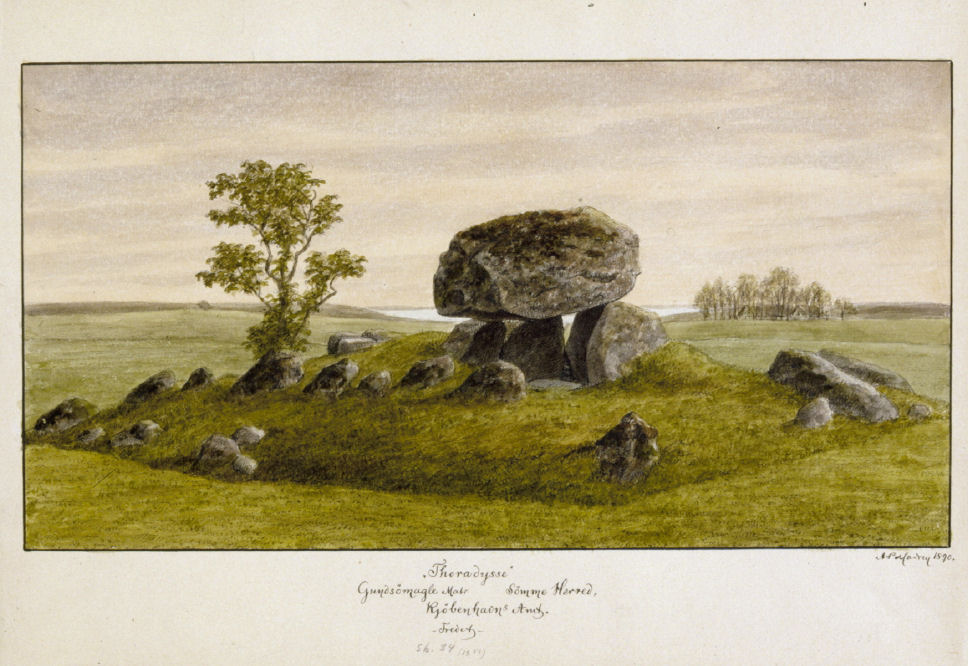
Thoradysse nach A. P. Madsen

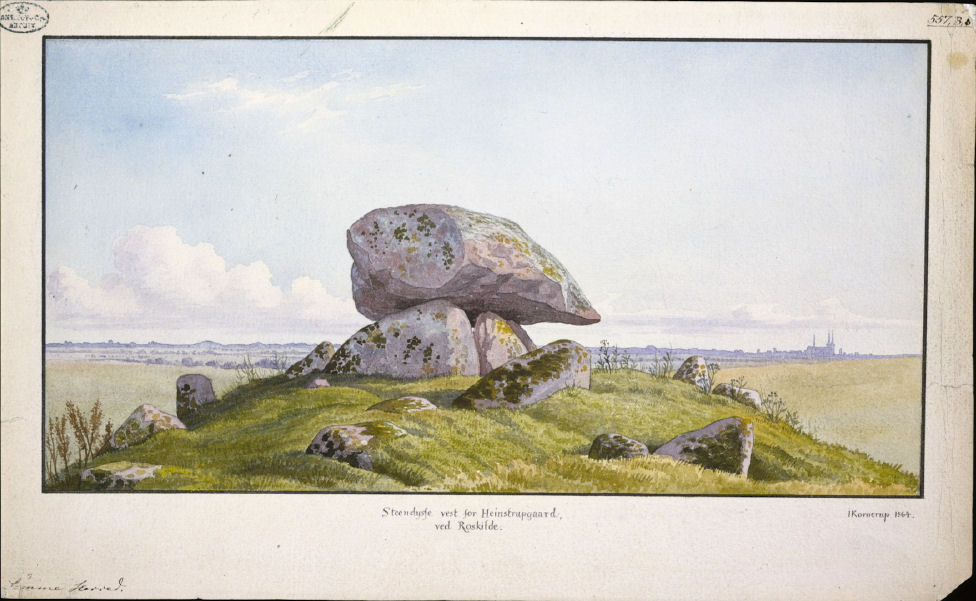
Runddysse von Gundsømagle nach Jacob Kornerup

Der auf Karten als Runddysse eingetragene Dolmen Thoradysse von Gundsømagle (auch Thorasdysse oder Torndysse) ist ein Langdysse westlich von Gundsømagle bei Kopenhagen in Dänemark.
Das etwa 17 × 12 m messende, einen Meter hohe Hünenbett ist Nord-Süd orientiert und wird lückenhaft von 20 Randsteinen gefasst. Am nördlichen Ende liegt die nach Osten offene Kammer eines Polygonaldolmens mit fünf bis zu 1,8 m hohen Tragsteinen und einem Deckstein. Am südlichen Ende liegt eine zweite nach Osten offene Kammer mit 5 kleineren Tragsteinen ohne Deckstein. Sträucher wachsen am Zugang zur Nordkammer. Der Dolmen befindet sich auf einem leicht welligen Schwemmland.
In Gundsømagle liegen auch die Dolmen Langdysse 3, Hødysse, Hovdysse und Gulddysse.